# Dobritj
Dobritj (på bulgarsk Добрич) er en by i det nordøstlige Bulgarien med et indbyggertal på 87.361 (2024) indbyggere. Byen er hovedstad i Dobritj-provinsen, og dens historie strækker sig tilbage til år 400 f.Kr.
Dobritj var 1949-1990 (i tiden under kommunismen) kendt under navnet Tolbukhin, efter marskal Fjodor Tolbukhin, der kommanderede Den Røde Hærs 3. Ukrainske Front under befrielsen af Rumænien, og som efter krigen blev øverstkommanderende for de sovjetiske styrker på Balkan.